# Llista de topònims de la Roca d'Albera
Llista de topònims (noms propis de lloc) de la Roca d'Albera (Rosselló).
Informació actualitzada per un bot. Els canvis manuals es perdran quan s'actualitzi!

## curs d'aigua
| imatge | Nom                  | Ubicat a                                                      | instància de | Detalls       | coordenades | Protecció | Commons (més fotos) | Dades a WD                    |
| ------ | -------------------- | ------------------------------------------------------------- | ------------ | ------------- | --- | --------- | ------------------- | ----------------------------- |
|        | Ribera de Vilallonga | Vilallonga dels Monts Sant Genís de Fontanes la Roca d'Albera | curs d'aigua | Llarg: 10.6km | 42° 29′ 36″ N, 2° 54′ 22″ E / 42.49333333333333°N,2.906111111111111°E 42° 33′ 39″ N, 2° 56′ 05″ E / 42.560833333333335°N,2.9347222222222222°E |           |                     | Modifica les dades a Wikidata |
|        | Ribera de la Roca    | la Roca d'Albera                                              | curs d'aigua | Llarg: 10.6km | 42° 29′ 15″ N, 2° 55′ 50″ E / 42.4875°N,2.9305555555555554°E 42° 33′ 37″ N, 2° 55′ 59″ E / 42.56027777777778°N,2.9330555555555557°E           |           |                     | Modifica les dades a Wikidata |

## església
| imatge | Nom                                        | Ubicat a         | instància de          | Detalls                                                                                         | coordenades                                                                                   | Protecció | Commons (més fotos)                                       | Dades a WD                    |
| ------ | ------------------------------------------ | ---------------- | --------------------- | ----------------------------------------------------------------------------------------------- | --------------------------------------------------------------------------------------------- | --------- | --------------------------------------------------------- | ----------------------------- |
|        | Sant Feliu i Sant Blai de la Roca d'Albera | la Roca d'Albera | església Ús: església | Estil: arquitectura gòtica Anomenat per: Blai de Sebaste                                        | 42° 31′ 13″ N, 2° 56′ 01″ E / 42.5204°N,2.93361°E 116 msnm                                    |           | Église Saint-Félix-et-Saint-Blaise de Laroque-des-Albères | Modifica les dades a Wikidata |
|        | Sant Fructuós de Rocavella                 | la Roca d'Albera | església Ús: església | Estil: arquitectura romànica Estat: ruïnós                                                      | 42° 30′ 46″ N, 2° 55′ 44″ E / 42.5129°N,2.9288°E 177.7 msnm                                   |           | Chapelle Saint-Fructueux de Roca-Vella                    | Modifica les dades a Wikidata |
|        | Sant Llorenç de Galícia                    | la Roca d'Albera | església Ús: església | Estil: arquitectura romànica Anomenat per: Llorenç màrtir Dedicat a: Llorenç màrtir             | 42° 31′ 27″ N, 2° 56′ 20″ E / 42.524166666667°N,2.9388333333333°E Catalunya del Nord 116 msnm |           |                                                           | Modifica les dades a Wikidata |
|        | Sant Sebastià de la Roca                   | la Roca d'Albera | església Ús: església | Estil: arquitectura romànica Anomenat per: Sant Sebastià màrtir Dedicat a: Sant Sebastià màrtir | 42° 31′ 18″ N, 2° 55′ 50″ E / 42.5217°N,2.93049°E 116.4 msnm                                  |           | Chapelle Saint-Sébastien de Laroque-des-Albères           | Modifica les dades a Wikidata |
|        | Santa Maria de Tanyà                       | la Roca d'Albera | església Ús: església | Estil: arquitectura romànica Dedicat a: Verge Maria                                             | 42° 31′ 43″ N, 2° 56′ 04″ E / 42.5285°N,2.93434°E 86.2 msnm                                   |           | Chapelle Notre-Dame de Tanya                              | Modifica les dades a Wikidata |

## instal·lació
| imatge | Nom                                 | Ubicat a         | instància de                          | Detalls    | coordenades | Protecció | Commons (més fotos) | Dades a WD                    |
| ------ | ----------------------------------- | ---------------- | ------------------------------------- | ---------- | --- | --------- | ------------------- | ----------------------------- |
|        | casa de la vila de la Roca d'Albera | la Roca d'Albera | instal·lació Ús: seu del govern local |            | 42° 31′ 21″ N, 2° 56′ 05″ E / 42.5226164040219°N,2.934731451031°E fr:18 RUE DOCTEUR CARBONNEIL, 66740 LAROQUE-DES-ALBERES |           |                     | Modifica les dades a Wikidata |
|        | déchèterie de Laroque des Albères   | la Roca d'Albera | instal·lació Ús: deixalleria          | 1993-03-01 | fr:Avenue des Baléares 66740 Laroque-des-Albères                                                                          |           |                     | Modifica les dades a Wikidata |

## muntanya
| imatge | Nom                  | Ubicat a                                        | instància de | Detalls | coordenades                                                               | Protecció | Commons (més fotos)  | Dades a WD                    |
| ------ | -------------------- | ----------------------------------------------- | ------------ | ------- | ------------------------------------------------------------------------- | --------- | -------------------- | ----------------------------- |
|        | Puig Neulós          | la Jonquera la Roca d'Albera Sureda             | muntanya     |         | 42° 28′ 56″ N, 2° 56′ 50″ E / 42.482101374°N,2.94711007326°E 1257 msnm    |           | Puig Neulós          | Modifica les dades a Wikidata |
|        | Puig d'Orella        | la Roca d'Albera Vilallonga dels Monts l'Albera | muntanya     |         | 42° 29′ 19″ N, 2° 54′ 41″ E / 42.48859°N,2.91138°E 1031 msnm              |           | Puig d'Orella        | Modifica les dades a Wikidata |
|        | Puig d'en Comte      | la Roca d'Albera                                | muntanya     |         | 42° 31′ 48″ N, 2° 56′ 18″ E / 42.530028°N,2.93825°E                       |           |                      | Modifica les dades a Wikidata |
|        | Puig d'en Trilles    | Sant Genís de Fontanes la Roca d'Albera         | muntanya     |         | 42° 33′ 01″ N, 2° 55′ 52″ E / 42.550138888889°N,2.9311388888889°E 40 msnm |           |                      | Modifica les dades a Wikidata |
|        | Puig de la Capçana   | la Roca d'Albera                                | muntanya     |         | 42° 30′ 58″ N, 2° 55′ 09″ E / 42.516056°N,2.919222°E                      |           |                      | Modifica les dades a Wikidata |
|        | Roc del Migdia       | Sureda la Roca d'Albera                         | muntanya     |         | 42° 29′ 46″ N, 2° 56′ 52″ E / 42.49608°N,2.94788°E 872 msnm               |           | Roc du Midi          | Modifica les dades a Wikidata |
|        | Roc dels Tres Termes | la Roca d'Albera l'Albera la Jonquera           | muntanya cim |         | 42° 28′ 28″ N, 2° 55′ 59″ E / 42.47440556°N,2.93291667°E 1128.7 msnm      |           | Roc dels Tres Termes | Modifica les dades a Wikidata |

## port de muntanya
| imatge | Nom                    | Ubicat a                  | instància de     | Detalls | coordenades                                                                  | Protecció | Commons (més fotos) | Dades a WD                    |
| ------ | ---------------------- | ------------------------- | ---------------- | ------- | ---------------------------------------------------------------------------- | --------- | ------------------- | ----------------------------- |
|        | Coll de l'Ullat        | l'Albera la Roca d'Albera | port de muntanya |         | 42° 28′ 45″ N, 2° 55′ 22″ E / 42.479258°N,2.922681°E 938.2 msnm              |           | Coll de l'Ullat     | Modifica les dades a Wikidata |
|        | Coll de la Balma Corba | Sureda la Roca d'Albera   | port de muntanya |         | 42° 29′ 46″ N, 2° 56′ 52″ E / 42.4961°N,2.9478°E                             |           |                     | Modifica les dades a Wikidata |
|        | Coll de la Vaca Vella  | Sureda la Roca d'Albera   | port de muntanya |         | 42° 29′ 28″ N, 2° 56′ 54″ E / 42.4911°N,2.9482°E                             |           |                     | Modifica les dades a Wikidata |
|        | Coll del Grèvol        | Sureda la Roca d'Albera   | port de muntanya |         | 42° 29′ 40″ N, 2° 54′ 51″ E / 42.494333333333°N,2.9141388888889°E 903.4 msnm |           |                     | Modifica les dades a Wikidata |
|        | Collada d'en Blancart  | Sureda la Roca d'Albera   | port de muntanya |         | 42° 30′ 43″ N, 2° 57′ 08″ E / 42.5119°N,2.9522°E 273.2 msnm                  |           |                     | Modifica les dades a Wikidata |
|        | Collada de la Perera   | l'Albera la Roca d'Albera | port de muntanya |         | 42° 29′ 08″ N, 2° 54′ 55″ E / 42.485694°N,2.915306°E 953.4 msnm              |           |                     | Modifica les dades a Wikidata |
|        | Collada dels Pomers    | Sureda la Roca d'Albera   | port de muntanya |         | 42° 30′ 06″ N, 2° 56′ 56″ E / 42.5016°N,2.9488°E                             |           |                     | Modifica les dades a Wikidata |

## Misc
| imatge | Nom                                     | Ubicat a                     | instància de     | Detalls                                                                 | coordenades                                                                  | Protecció             | Commons (més fotos) | Dades a WD                    |
| ------ | --------------------------------------- | ---------------------------- | ---------------- | ----------------------------------------------------------------------- | ---------------------------------------------------------------------------- | --------------------- | ------------------- | ----------------------------- |
|        | Balma del Moro                          | la Roca d'Albera             | dolmen           |                                                                         | 42° 30′ 03″ N, 2° 56′ 21″ E / 42.500944444444°N,2.9392222222222°E 599.4 msnm |                       | Balma del Moro      | Modifica les dades a Wikidata |
|        | Bosc comunal de la Roca de l'Albera     | la Roca d'Albera             | bosc comunal     |                                                                         | 42° 29′ 46″ N, 2° 56′ 19″ E / 42.496111111111°N,2.9386111111111°E            |                       |                     | Modifica les dades a Wikidata |
|        | Coll del Pou                            | la Roca d'Albera la Jonquera | collada          |                                                                         | 42° 28′ 32″ N, 2° 56′ 11″ E / 42.47558°N,2.93644°E 1108.7 msnm               |                       |                     | Modifica les dades a Wikidata |
|        | Faig Ajagut                             | la Jonquera la Roca d'Albera | arbre singular   | Taxon: faig (Fagus sylvatica) Ample: 20.47m Alt: 4.08m Perímetre: 2.13m | 42° 28′ 48″ N, 2° 56′ 41″ E / 42.480002777778°N,2.9448°E 1217 msnm           | arbre d'interès local |                     | Modifica les dades a Wikidata |
|        | Torrents                                | la Roca d'Albera             | assentament humà |                                                                         | 42° 43′ 58″ N, 2° 57′ 08″ E / 42.732762°N,2.95224°E                          |                       |                     | Modifica les dades a Wikidata |
|        | Vila fortificada de la Roca de l'Albera | la Roca d'Albera             | vila closa       |                                                                         | 42° 31′ 16″ N, 2° 56′ 00″ E / 42.520975°N,2.933249°E 133.4 msnm              |                       |                     | Modifica les dades a Wikidata |
|        | bosc Negre                              | la Roca d'Albera             | bosc             | Superfície: 1.45km²                                                     |                                                                              |                       |                     | Modifica les dades a Wikidata |
|        | castell de la Roca d'Albera             | la Roca d'Albera             | torre            |                                                                         | 42° 31′ 15″ N, 2° 55′ 59″ E / 42.520861°N,2.932931°E 142.4 msnm              |                       |                     | Modifica les dades a Wikidata |